# Politisches System Namibias
Das Politische System Namibias ist gemäß der namibischen Verfassung vom 21. März 1990 als semipräsidentielles System organisiert.
Seit der Unabhängigkeit hat die SWAPO aufgrund ihrer Dominanz in den Wahlergebnissen die alleinige Regierungsgewalt inne, womit das politische System Namibias tendenziell einem Einparteiensystem gleicht. Dennoch besitzt Namibia eine funktionierende Demokratie. Nichtregierungsorganisationen wie das Namibische Institut für Demokratie, die Nationale Gesellschaft für Menschenrechte (NAMRIGHTS) oder das Legal Assistance Centre fördern die demokratische Erziehung und das Verständnis für ein Mehrparteiensystem.

## Exekutive

Sitz der Regierung im State House

Die Exekutive wird durch den namibischen Staatspräsidenten, den Vizepräsidenten, Premierminister und Vizepremierminister und die Minister gebildet.
Der Präsident wird direkt vom Volk für fünf Jahre gewählt und ernennt den Premierminister, Vizepremierminister, Vizepräsidenten und die Minister beziehungsweise kann diese auch eigenständig entlassen. Zudem kommt ihm das Recht zu, die Nationalversammlung aufzulösen.
Bei Ausrufung des Ausnahmezustands durch den Präsidenten ist die Zustimmung einer Zweidrittelmehrheit der Nationalversammlung notwendig.

## Legislative

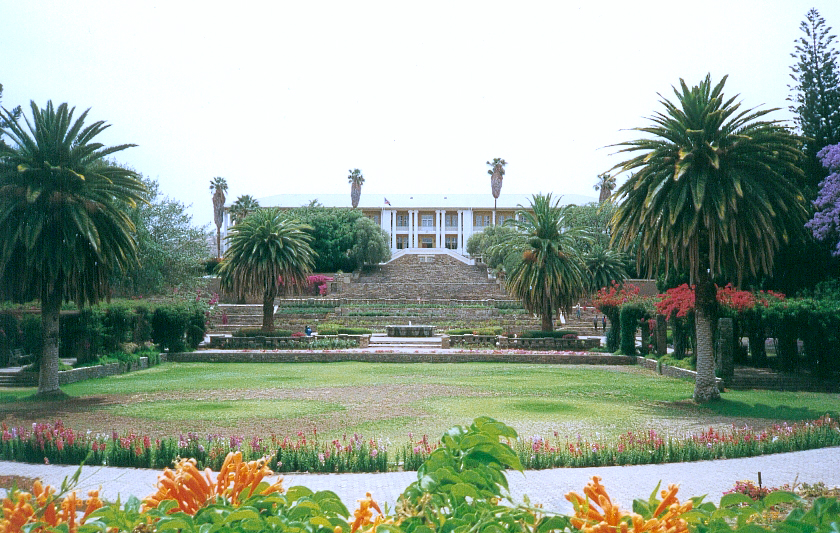
Tintenpalast in Windhoek, Sitz der Nationalversammlung

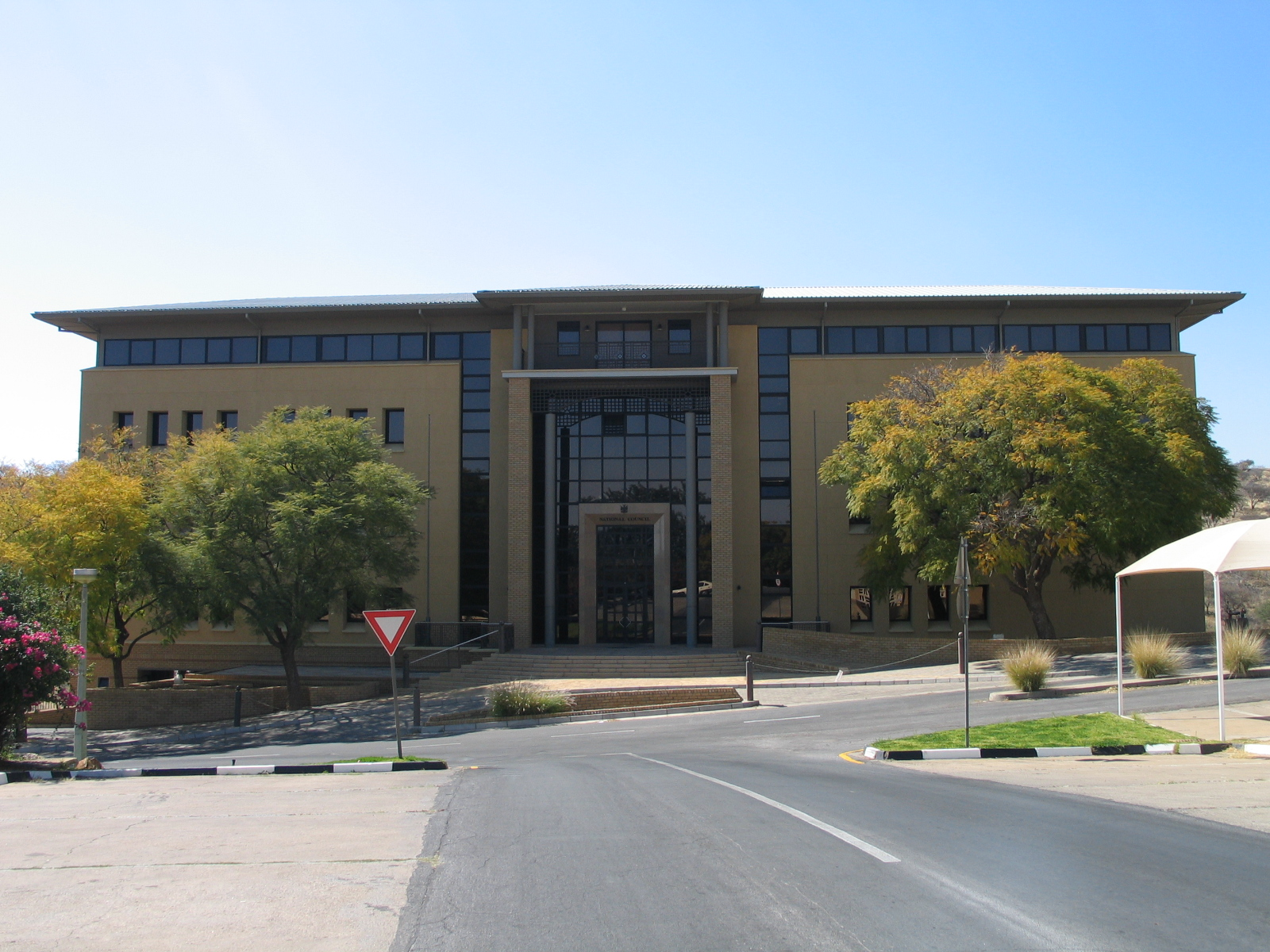
National Council Building in Windhoek, Sitz des Nationalrats

Die Legislative (Gesetzgebung) ist ein Zweikammernsystem und wird durch die Nationalversammlung sowie den Nationalrat gebildet.
Die Nationalversammlung (englisch National Assembly) setzt sich aus 104 Abgeordneten (bis 19. März 2015 78 Abgeordnete) zusammen. Davon werden acht (bis 19. März 2015 sechs) Mitglieder direkt vom Präsidenten ernannt, die anderen Abgeordneten werden direkt vom Volk über Parteilisten nach dem Verhältniswahlrecht gewählt. Die Nationalversammlung verfügt über die gesetzgebende Gewalt und kann jede Handlung des Präsidenten durch eine Zweidrittelmehrheit der Abgeordneten aufheben oder korrigieren.
Zudem besteht für die Mitglieder der Nationalversammlung die Möglichkeit des Misstrauensvotums. Im Rahmen dessen muss der Präsident die Ernennung eines Kabinettsmitgliedes widerrufen, sofern die Nationalversammlung mit der Mehrheit ihrer Mitglieder beschließt, dass der betreffende Minister nicht ihr Vertrauen besitzt. Ein weiteres Sonderrecht der Nationalversammlung, neben der Beteiligung bei der Ausrufung des Ausnahmezustands, ist das Amtsenthebungsverfahren. Dieses kann auf Grund eines Verfassungsbruchs oder ernsthafter Verletzung der Gesetze eingeleitet werden und bedarf einer Zweidrittelmehrheit der Mitglieder der Nationalversammlung und einer Zweidrittelmehrheit im Nationalrat.
Der Nationalrat (englisch National Council) umfasst je drei (bis 2014 zwei) Mitglieder der 14 Regionen (bis 2013 13 Regionen), unabhängig von der Bevölkerungszahl der jeweiligen Region. Die Vertreter im Nationalrat werden aus den Reihen, der vom Volk gewählten Regionalratsmitglieder, durch den jeweiligen Regionalrat gewählt.
Auf Grund der starken Stellung des Präsidenten und der herrschenden Mehrheitsverhältnisse zu Gunsten der SWAPO spielen die beiden Kammern des Parlamentes eine eher untergeordnete Rolle im politischen Entscheidungsprozess. Gemäß der Verfassung müssen alle Mitglieder der Regierung ebenfalls Mitglieder der Nationalversammlung sein, Vizeminister müssen einer der beiden Kammern angehören. Bei derzeit mehr als 50 Ministern und Vizeministern von insgesamt 104 Abgeordneten der Nationalversammlung bedeutet das wiederum, dass die parlamentarische Arbeit mitunter von einer Minderheit der Abgeordneten geleistet werden muss (2015 von lediglich etwa der Hälfte der 104 Abgeordneten). Die Nationalversammlung konnte in der Vergangenheit häufig aufgrund eines fehlenden Quorum nicht tagen. Dieses soll in Zukunft, durch Verfassungsänderung 2014, jedoch schneller erreicht werden können.

## Judikative

Supreme Court Namibias

Die Judikative (Rechtsprechung) setzt sich laut Verfassung aus drei gerichtlichen Instanzen zusammen, dem  Supreme Court, dem High Court und den Lower Courts. Seit 1990 gilt der Supreme Court als höchste Berufungsinstanz in Namibia. Die Gerichtsbarkeit bei Straftaten, kommt mit gewissen Einschränkungen bezüglich der Schwere der Straftat, des möglichen Strafmaßes und des territorialen Kompetenzbereiches, den Magistrates Courts, als Teil der Lower Courts zu.
Das Roman-Dutch Law (römisch-holländisches Recht) sowie Urteile der südafrikanischen und namibischen Rechtsprechung dienen als Grundlage der Rechtsprechung gemäß dem Common Law und dem Customary Law.
Die Justiz in Namibia gilt als unabhängig von der Einflussnahme durch die Regierung, wird aber durchaus durch Aufrufe verschiedener Organisationen (vor allem Gewerkschaften) teilweise in dieser Unabhängigkeit in Frage gestellt.

## Wahlen
In Namibia gibt es Präsidentschafts-, Nationalversammlungs-, Regionalrats- und Kommunalwahlen.

## Politische Parteien
Namibia verfügt über ein Mehrparteiensystem mit 23 registrierten Parteien (Stand Mai 2025).